# 擬制
擬制（ぎせい）とは、ある特定の事実が認められる場合に本質的には性質の異なる他の法律効果と同一の法律効果を認めること。類似の法技術に「推定」があり、擬制が反証を容れないのに対して、推定は反証し覆しうるという点で異なる。

## 機能
比較法的には、(legal) fictionと呼ばれる。ケルゼンは法的擬制には立法者の擬制と法適用者の擬制（法解釈技術としての擬制）があることを明らかにした。
法技術としての擬制は近代法が本格化する以前から存在し、例えば共和政ローマでは法務官が法解釈において「非ローマ市民を市民とみなす」と擬制して市民法の保護対象の拡大解釈を行っていた。
立法者の擬制とは異なり、法解釈技術としての擬制は立法者以外が法を作り出すものとしてベンタムやサヴィニー、ケルゼンらは批判した。しかし、法解釈技術としての擬制も社会の変革に合わせて既存の法を適用させる法技術として歴史的に形成されてきた。

## 日本法における擬制
日本法の法文では一般に「 - とみなす（看做す）」という表現が用いられ、これらの規定は「みなし規定」と呼ばれる。
- 失踪宣告（民法31条）
- みなし利息（利息制限法3条）
- みなし弁済（貸金業法43条）
- みなし労働時間（労働基準法38条の2）
- 擬制自白（民事訴訟法159条）
- 成年擬制（民法第753条）
- みなし申告（法人税法、地方税法等)
- みなし公務員

## 関連文献
- Moglen, Eben (1998). “Legal Fictions and Common Law Legal Theory - Some Historical Reflections” (英語). Originally prepared for publication Tel-Aviv University Studies in Law (August 14, 1989) (Columbia University). - 英米法諸国における法的擬制の歴史的形成について解説